# The Daily Star (Bangladesch)
The Daily Star ist eine der größten englischsprachigen Tageszeitungen Bangladeschs. Sie wurde am 14. Januar 1991 von Syed Mohammed Ali gegründet. Mahfuz Anam ist ihr derzeitiger Herausgeber. Er steht der Transcom Gruppe vor, die neben The Daily Star mit Prothom Alo auch die größte bengalischsprachige Tageszeitung Bangladeschs herausgibt.
The Daily Star ist Mitglied des von der Konrad-Adenauer-Stiftung geförderten Asia News Networks.